# 螭首

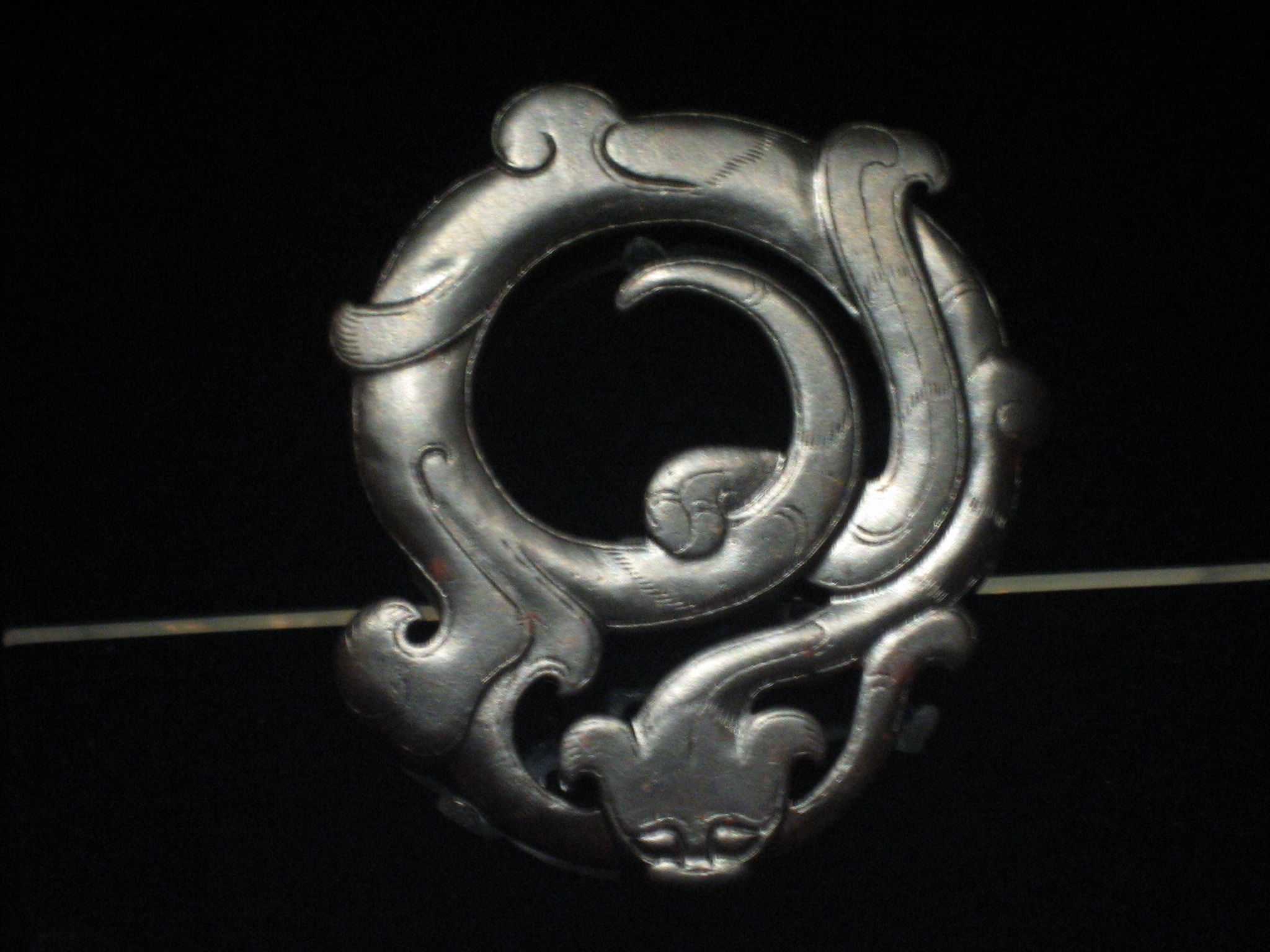
後漢の時代のとぐろを巻いた螭の石輪

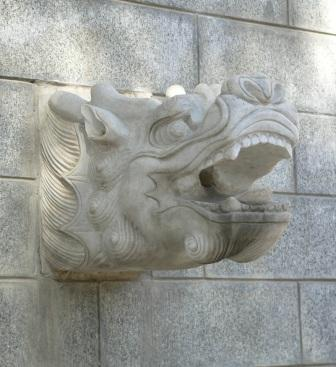
螭首

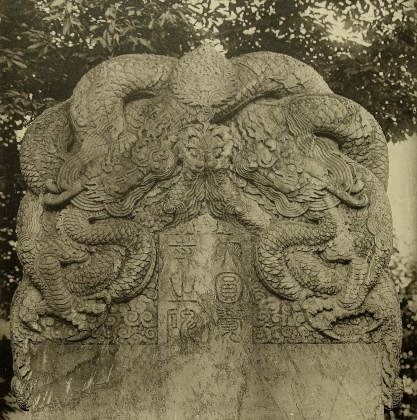
石碑の碑首の螭首

螭首（ちしゅ、拼音：chīshou チショウ）は、螭（チ）という竜の一種をかたどった、石碑などの装飾。
亀をかたどる台座とあわせてこれらを螭首亀趺（）（拼音：chīshou guīfū）と呼称する。
中国の石碑の上部にも螭首が付けられるほか、伝統建築物の排水口の装飾としてよく使われる。